# محمد عرفة
محمد عرفة لاعب كرة قدم مصري، ولد في (3 مارس 1991).
لعب في نادي الوكرة ونادي المرخية ونادي الخور.

## روابط خارجية
- محمد عرفة على موقع Soccerway.com (الإنجليزية)